# Imagismo russo
Imagismo Russo foi um movimento literário dentro da vanguarda russa que surgiu em Moscou depois da revolução de 1917, com atuação destacada na poesia, fazendo parte dela também escritores de outros gêneros literários. Serguei Iessienin é o mais conhecido poeta desta corrente e Nikolay Erdman é considerado um importante dramaturgo dentro dela. 
Seu manifesto foi escrito em 1919, na maior parte, pelo poeta Vadim Shershenevich, e sua estética foi herdeira do futurismo russo, tendo sido criado como uma reação ao chamado Egofuturismo.
Procuravam criar imagens chocantes e incomuns, usando amplamente a metáfora. Embora não tenha tido nenhum tipo de contato com este movimento, há alguns pontos de contato entre a poesia de Iessienin e dos imagistas de língua inglesa, havendo maior verbosidade e valorização do ritmo melódico no trabalho do poeta russo. 
Os imagistas russos criaram editoras de poesia e revistas.
O grupo terminou em 1925 e em 1927 foi dissolvido oficialmente. Sua presença, entretanto, ainda é forte na Rússia até os dias de hoje. Ainda são impressos e comercializados os poemas de Yessienin e Shershenevich, as memórias de Anatoli Marienhof, outro importante escritor do grupo, que tratam da vida lterária da Rússia nos anos de 1920, além das obras teatrais de Erdman.
Sua influência continuou nos anos de 1930, com os auto-intitulados “Jovens Imagistas” e até a década de 1990 com os chamados “Meloimagistas”, sendo suas obras muito lidas até hoje na Rússia e países da antiga União Soviética.